# Sokolow (Familienname)
Sokolow bzw. Sokolov (weiblich: Sokolowa bzw. Sokolova), kyrillisch Соколов, bzw. Соколова ist ein slawischer Familienname, der sich vom slawischen Wort Sokol (Falke) ableitet.

## Namensträger

### A
- Alec Sokolow (* 1963), US-amerikanischer Drehbuchautor
- Alexander Sokolov (Bildhauer) (* 1955), spanischer Bildhauer
- Alexander Borissowitsch Sokolow (* 1971), russischer Sprinter
- Alexander Dmitrijewitsch Sokolow (1898–1941), sowjetisch-russischer General
- Alexander Jurjewitsch Sokolow (* 1957), russischer Eishockeytrainer
- Alexander Nikolajewitsch Sokolow (1911–1996), russischer Psychologe
- Alexander Sergejewitsch Sokolow (Politiker) (* 1949), russischer Politiker und Musikwissenschaftler
- Alexander Sergejewitsch Sokolow (Volleyballspieler) (* 1982), russischer Volleyballspieler
- Alexander Walentinowitsch Sokolow (* 1952), sowjetischer Skeetschütze
- Alexander Wsewolodowitsch Sokolow,  bekannt als Sasha Sokolov (* 1943), russischer Schriftsteller
- Alexei Petrowitsch Sokolow (1854–1928), russischer Physiker
- Alexei Wladimirowitsch Sokolow (Eiskunstläufer) (* 1979), russischer Eiskunstläufer und Eiskunstlauftrainer
- Alexei Wladimirowitsch Sokolow (Marathonläufer) (* 1979), russischer Marathonläufer
- Anatoly Sokolov (* 1953), deutscher Maler russischer Herkunft
- Andreï Sokolov (* 1963), französischer Schachspieler russischer Herkunft
- Andrei Sokolow (Eishockeyspieler) (* 1968), kasachischer Eishockeyspieler
- Andrei Sokolov (* 1972), lettischer Schachspieler, siehe Andrejs Sokolovs
- Andrei Sokolow (Leichtathlet) (* 1995), kasachischer Sprinter
- Andrei Alexejewitsch Sokolow (* 1962), russischer Schauspieler
- Andrei Grigorjewitsch Sokolow (1801–1868), russischer Geistlicher, Erzbischof von Kasan, siehe Athanasius (Sokolow)
- Andrei Illarionowitsch Sokolow (1910–1976), sowjetischer Generalleutnant und Raketentechniker
- Andrei Konstantinowitsch Sokolow (Maler) (1931–2007), russischer Maler, Grafiker und Zeichner
- Andrei Konstantinowitsch Sokolow (Historiker) (1941–2015), russischer Historiker
- Andrei Wassiljewitsch Sokolow (1898–1980), sowjetischer Agrochemiker
- Anna Sokolow (1910–2000), US-amerikanische Tänzerin und Choreografin
- Anneliese Hinze-Sokolowa, deutsche Filmeditorin
- Arseni Alexandrowitsch Sokolow (1910–1986), russischer Physiker
- Artjom Jewgenjewitsch Sokolow (* 2003), russischer Fußballspieler

### B
- Boris Alexandrowitsch Sokolow (1930–2004), russischer Geologe
- Boris Sergejewitsch Sokolow (1914–2013), russischer Geologe
- Boris Wadimowitsch Sokolow (* 1957), russischer Historiker

### D
- Denis Jurjewitsch Sokolow (* 1977), russischer Eishockeyspieler
- Dmitri Anatoljewitsch Sokolow (* 1988), russischer Straßenradrennfahrer
- Dmitri Dmitrijewitsch Sokolow (* 1973), russischer Botaniker
- Dmitri Eduardowitsch Sokolow (* 2001), russischer E-Sportler
- Dmitri Iwanowitsch Sokolow (1788–1852), russischer Mineraloge und Geologe
- Dmitri Nikolajewitsch Sokolow (* 1985), russischer Basketballspieler
- Dmitri Olegowitsch Sokolow (* 1988), russischer Fußballspieler
- Dmitri Petrowitsch Sokolow (1924–2009), russischer Biathlet, Sportschütze und Trainer

### E
- Elena Vadimovna Sokolova (* 1953), russisch-kanadische Mineralogin und Kristallographin
- Evgenija Pavlovna Sokolova (1850–1925), russische Balletttänzerin

### F
- Fjodor Fjodorowitsch Sokolow (1841–1909), russischer Philologe

### G
- Genadi Sokolov (* 1992), israelischer Volleyballspieler
- Grigori Grigorjewitsch Sokolow (1904–1973), sowjetisch-russischer Generalleutnant
- Grigori Lipmanowitsch Sokolow (* 1950), russischer Pianist

### I
- Igor Alexandrowitsch Sokolow (* 1958), russischer Sportschütze
- Igor Anatoljewitsch Sokolow (* 1954), russischer Informatiker
- Igor Wassiljewitsch Petrjanow-Sokolow (1907–1996), russischer Physikochemiker
- Irina Leonidowna Sokolowa (* 1940), sowjetisch-russische Film- und Theaterschauspielerin, Volkskünstlerin
- Ivan Sokolov (* 1968), niederländischer Schachspieler bosnischer Herkunft
- Iwan Alexandrowitsch Sokolow (1867–1947), russisch-sowjetischer Metallurg und Hochschullehrer
- Iwan Iwanowitsch Sokolow (1823–1910), russischer Maler

### J
- Jefrem Jewsejewitsch Sokolow (* 1926), sowjetischer Politiker
- Jelena Alexandrowna Sokolowa (* 1986), russische Weitspringerin
- Jelena Petrowna Sokolowa (* 1991), russische Schwimmerin
- Jelena Sergejewna Sokolowa (* 1980), russische Eiskunstläuferin
- Jelena Wladimirowna Sokolowa (* 1979), russische Langstreckenläuferin
- Jewa Wladimirowna Sokolowa (* 1961), russische Hürdenläuferin
- Jewgeni Wladimirowitsch Sokolow (* 1984), russischer Radrennfahrer
- Juri Sokolow (Ringer), sowjetischer Ringer
- Juri Alexejewitsch Sokolow (1961–1990), sowjetischer Judoka
- Juri Konstantinowitsch Sokolow (1923–1984), sowjetischer Einzelhandelsfunktionär
- Juri Petrowitsch Sokolow (* 1929), sowjetischer Boxer

### K
- Kateřina Sokolová-Rauer, tschechische Sängerin (Sopran)
- Konstantin Michailowitsch Sokolow (1903–1983), sowjetischer Politiker
- Kirill Sergejewitsch Sokolow (* 1989), russischer Regisseur und Drehbuchautor

### L
- Lale Sokolov (1916–2006), slowakisch-australischer Geschäftsmann und Holocaust-Überlebender
- Leonard L. Sokolow (1920–1984), US-amerikanischer Erfinder
- Lisa Sokolov (* 1954), amerikanische Musikerin und Stimmtherapeutin
- Ljubow Wladimirowna Sokolowa-Schaschkowa (* 1977), russische Volleyballspielerin
- Ljudmila Sokolowa (1929–2015), sowjetische Fernsehmoderatorin und Schauspielerin

### M
- Marija Nikolajewna Sokolowa (1899–1981), russisch-sowjetische Ikonenmalerin, Restauratorin und Nonne
- Marina Sokolowa, Geburtsname von Marina Manakov (* 1969), deutsch-russische Schachspielerin
- Mawra Petrowna Sokolowa (1786–1856), russische Kammerfrau
- Maxim Anatoljewitsch Sokolow (* 1972), russischer Eishockeytorwart
- Maxim Jurjewitsch Sokolow (* 1968), russischer Politiker

### N
- Nachum Sokolow (1859–1936), russischer Journalist, Schriftsteller und jüdischer Funktionär
- Natalja Dmitrijewna Sokolowa (* 1949), sowjetische Leichtathletin
- Natalja Lwowna Sokolowa (* 1973), russisch-weißrussische Biathletin
- Nikita Pawlowitsch Sokolow (* 1957), sowjetisch-russischer Historiker
- Nikita Petrowitsch Sokolow (1748–1795), russischer Chemiker und Hochschullehrer

- Nikolai Alexandrowitsch Sokolow (Komponist) (1859–1922), russischer Komponist
- Nikolai Alexandrowitsch Sokolow (General) (1896–1942), sowjetisch-russischer Generalmajor
- Nikolai Alexandrowitsch Sokolow (Karikaturist) (1903–2000), sowjetischer Karikaturist, Mitglied der Gruppe Kukryniksy
- Nikolai Alexejewitsch Sokolow (1882–1924), russischer Richter und Ermittler zur Ermordung der Zarenfamilie
- Nikolai Borissowitsch Sokolow (1904–1990), russischer Architekt und Stadtplaner
- Nikolai Dmitrijewitsch Sokolow (1870–1928), russischer Jurist, Politiker und Revolutionär
- Nikolai Nikolajewitsch Sokolow (1930–2009), sowjetischer Leichtathlet
- Nikolai Wassiljewitsch Sokolow (1899–1980), sowjetisch-russischer Generalmajor
- Nina Jurjewna Sokolowa (1916–1995), sowjetisch-russische Entomologin, Hydrobiologin und Hochschullehrerin

### O
- Oleg Walerjewitsch Sokolow (* 1956), russischer Historiker und Mörder
- Olga Anatoljewna Sokolowa (* 1969), sowjetische und russische Radrennfahrerin
- Oleksandr Sokolow (* 1997), ukrainischer Leichtathlet

### P
- Pawel Petrowitsch Sokolow (Bildhauer) (1764–1835), russischer Bildhauer
- Pawel Petrowitsch Sokolow (Maler) (1826–1905), russischer Maler und Zeichner
- Pawel Petrowitsch Sokolow (Schriftsteller) (1863–??), russischer Schriftsteller und Philosoph
- Pawel Petrowitsch Sokolow-Skalja (1899–1961), sowjetischer Maler und Grafiker
- Pjotr Iwanowitsch Sokolow (1764–1835), russischer Philologe und Hochschullehrer

### S
- Sasha Sokolov (* 1943), russischer Schriftsteller
- Sergey Sokolov (* 1977), aserbaidschanischer Fußballspieler
- Sergei Jakowlewitsch Sokolow (1897–1957), sowjetischer Materialwissenschaftler
- Sergei Leonidowitsch Sokolow (1911–2012), sowjetischer Offizier und Politiker (KPdSU)
- Sergei Wladimirowitsch Sokolow (1962–2021), sowjetischer Leichtathlet
- Stefan Sokolov († 2010), bulgarischer Volleyballtrainer

### T
- Taras Nikolajewitsch Sokolow (1911–1979), sowjetischer Kybernetiker und Hochschullehrer
- Tetjana Sokolowa (* 1958), ukrainische Hebamme

### W
- Walerij Sokolow (* 1986), ukrainischer Violinist
- Walerian Sergejewitsch Sokolow (* 1946), russischer Boxer
- Wassili Nikolajewitsch Sokolow (1912–1981), sowjetischer Fußballspieler und -trainer
- Wera Alexandrowna Sokolowa (* 1987), russische Geherin
- Wiktor Nikolajewitsch Sokolow (* 1962), russischer Admiral
- Wiktor Alexejewitsch Sokolow (* 1954), sowjetischer Radrennfahrer
- Wladimir Jewgenjewitsch Sokolow (1928–1998), russischer Zoologe
- Wladimir Michailowitsch Sokolow (1939–2017), russischer Radsportler
- Wladimir Nikolajewitsch Sokolow (1889–1962), russischer Schauspieler, siehe Wladimir Sokoloff
- Wladimir Wiktorowitsch Sokolow (1950–2016), russisch-deutscher Schachkomponist
- Wladislaw Gennadijewitsch Sokolow  (1908–1993), sowjetischer Chordirigent und Komponist, Volkskünstler der UdSSR

### Z
- Zwetan Sokolow (* 1989), bulgarischer Volleyballspieler